# 蜜紅葡萄
蜜紅葡萄是一種表面為紅色果皮的四倍體品種葡萄，1980年代由國立中興大學陳世長從日本引進，主要盛產期為7至8月以及11至12月。陳世長於2011年因病逝世，享壽74歲。

## 外部鏈結
- 蜜紅葡萄 （页面存档备份，存于） - Vitis International Variety Catalogue VIVC （页面存档备份，存于） （英文）